# Абу Абдаллах аль-Бариди
Абу Абдаллах аль-Бариди (араб. الحسن البريدي‎) — аббасидский военачальник и госдеятель, наиболее известный представитель арабской семьи аль-Бариди, занимавший должность визиря халифата.

## Ранние годы службы
Абу Абдаллах был старшим из трёх братьев, которые родились в шиитской семье в городе Басра, Ирак. Их отец занимал должность почтмейстера, откуда и пошла нисба семьи «аль-Бариди» (араб. بريد‎; «почта»). В 927/28 году все три брата занимали должности откупщиков и провинции Хузестан, столицей которой являлся город Ахваз. Уже в это время они приобрели дурную славу, поскольку новые властители Багдада часто их увольняли с работы и даже отправляли за решётку. Однако, благодаря покровительству визиря Ибн Муклы, им удалось не только восстановиться в должности, но и начать эпоху процветания. При помощи взятки в размере 20 тысяч дирхамов Абу Абдаллах смог обеспечить своей семье контракт на сбор откупа в провинции, ровно как и получить дальнейшие прибыльные должности в провинции. В 930 году халиф приказал арестовать визиря, и сколотивших состояние братьев вновь арестовали и приговорили к значительному штрафу в обмен на свободу.
В 932 году Абу Абдаллах предложил свою помощь в финансировании экспедиции халифа аль-Кахира (932—934) против беглых сторонников его убитого и свергнутого предшественника, халифа аль-Муктадира. В течение этого года халиф передал под его контроль все доходы, получаемые с провинции Хузестан. Путём безжалостного угнетения местного населения аль-Бариди вновь сколотил себе состояние. В конце 933 — начале 934 года, то есть незадолго до конца своего правления, халиф аль-Кахир вручил Абу Абдаллаху контракт на сбор откупа в провинции Васит на сумму 13 миллионов дихрамов.

## Семья
У Абу Абдаллаха было два старших брата — Абу Юсуф Якуб и Абуль-Хусейн — и пять сыновей, из которых лишь один, Абуль-Касим, упоминается в источниках.

## Личные качества
Абу Абдаллах был бережливым и целомудренным в обыденной жизни, как и его братья, однако при этом был крайне склонен к самовозвеличиванию. Временно являвшийся его политическим союзником, зять Абу Абдаллаха, тюркский военачальник Баджкам, заявлял, что «его тюрбан покрывает голову не человека, а дьявола», а историк Гарольд Боуэн писал, что аль-Бариди отличался гибким и тонким умом, называя его «искусным злодеем».